# Stanisław Czuryło
Stanisław Czuryło herbu Korczak (zm. w 1661 roku) – biskup pomocniczy łucki i biskup tytularny Orthosias in Caria w 1659 roku, sekretarz Jego Królewskiej Mości, kaznodzieja w 1650 roku, proboszcz kapituły katedralnej lwowskiej w 1655 roku.
Był synem Mikołaja Czuryło i Zofii z Lanckorońskich.